# Jack Haley

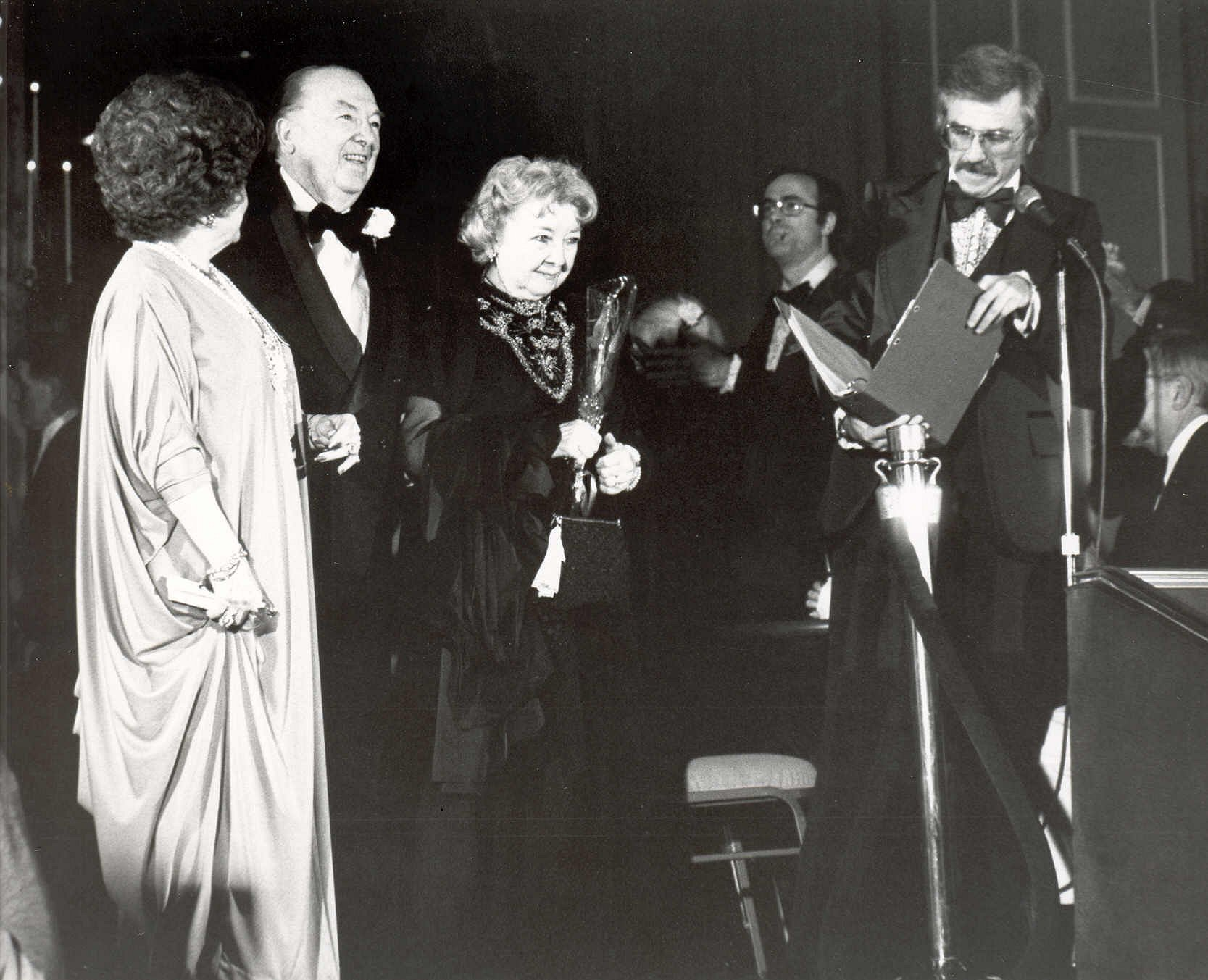
Jack Haley (andre från vänster). Fotot är taget i juni 1979 en vecka före hans död.

John Joseph ”Jack” Haley, född 10 augusti 1897 i Boston, Massachusetts, död 6 juni 1979 i Los Angeles, Kalifornien (av en hjärtattack), var en amerikansk skådespelare.
Han spelade bland annat Plåtmannen (Tin-man) i filmen Trollkarlen från Oz från 1939, där Judy Garland har huvudrollen. 
Haley hade två barn, dottern Gloria och sonen Jack Jr.

## Filmografi (i urval)
- 1937 – Stjärna sökes[2]